# Gemeinde Hrastnik

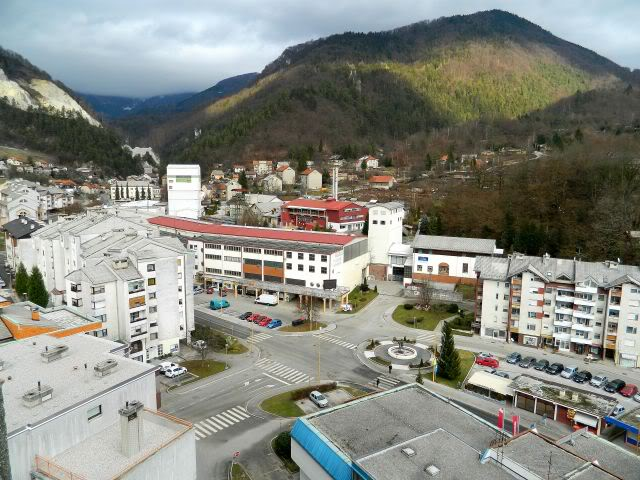
Stadtzentrum von Hrastnik

Die Gemeinde Hrastnik (deutsch: Hrastnigg) ist eine Gemeinde in der Landschaft Zasavje in der Mitte Sloweniens. Zusammen mit den Gemeinden Zagorje ob Savi, Litija und Trbovlje bildet die Gemeinde die Region Zasavska.
Hauptort und Verwaltungszentrum ist die Stadt Hrastnik.

## Lage
Hrastnik liegt etwa 15 Kilometer südwestlich von Celje nördlich und südlich der Save an der Mündung des Flüsschens Boben.

## Ortschaften der Gemeinde
Die Gemeinde umfasst die nachstehenden 19 Ortschaften (in Klammern die bis 1918 verwendeten deutschsprachigen Ortsbezeichnungen).
- Boben
- Brdce
- Brnica (dt. Wernitz)
- Čeče (dt. Tschetsch)
- Dol pri Hrastniku (dt. Doll)
- Gore
- Hrastnik (dt. „Hrastnig“)
- Kal (dt.  Kail)
- Kovk (dt. Kouk)
- Krištandol (dt. Christenthal)
- Krnice (dt. Kernitz)
- Marno (dt. Marno)
- Plesko
- Podkraj
- Prapretno pri Hrastniku (dt. Prapretno)
- Šavna Peč (dt. Schaunapetsch)
- Studence (dt. Bründl bei Hrastnig)
- Turje (dt. Turje)
- Unično (dt. Unitschno)

## Nachbargemeinden

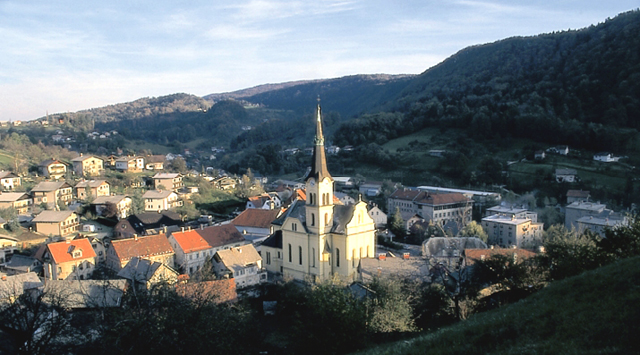
St. Jakob in Dol pri Hastniku

| Trbovlje | Trbovlje                                    | Žalec |
| Trbovlje | Kompassrose, die auf Nachbargemeinden zeigt | Laško |
| Trbovlje | Radeče                                      | Laško |

## Geschichte
Auf dem Gebiet der Gemeinde Hrastnik in Slowenien wurden bisher (Stand 1/2024) insgesamt neun Massengräber aus der Zeit um den Zweiten Weltkrieg gefunden.

## Sehenswürdigkeiten und Aktivitäten
- Im Ortsteil Dol findet sich die zwischen 1908 und 1909 von Hans Pascher geplante Pfarrkirche St. Jakob.
- Wandern rund um Hrastnik[4]

## Persönlichkeiten
- Stane Dolanc, Politiker (1925–1999)
- Peter Kauzer, Kanuslalom-Fahrer (* 1983)
- Darko Jorgić, Tischtennisspieler (* 1998)